# Fossang
Fossang est un village du Cameroun situé dans le département du Noun et la Région de l'Ouest. Il fait partie de l'arrondissement de Foumbot.

## Population
En 1967, la localité comptait 445 habitants, principalement Bamoun et Bamiléké,. Lors du recensement de 2005, on y a dénombré 3 345 personnes.

## Infrastructures
Fossang dispose d'une école publique.